# Loudetia flammida
Loudetia flammida är en gräsart som först beskrevs av Carl Bernhard von Trinius, och fick sitt nu gällande namn av Charles Edward Hubbard. Loudetia flammida ingår i släktet Loudetia och familjen gräs. Inga underarter finns listade i Catalogue of Life.